# Miconia trujillensis
Miconia trujillensis är en tvåhjärtbladig växtart som beskrevs av John Julius Wurdack. Miconia trujillensis ingår i släktet Miconia och familjen Melastomataceae.
Artens utbredningsområde är Venezuela. Inga underarter finns listade i Catalogue of Life.